# Giorgio Fulco
Giorgio Fulco  (* 27. September 1940 in Salò; † 9. Mai 2000 in Neapel) war ein italienischer Romanist und Italianist.

## Leben und Werk
Fulco war ab 1968 Assistent, ab 1983 Professor für italienische Philologie und ab 1990 für italienische Literatur an der Universität Neapel.

## Werke
- Lezioni sul «Canzoniere», Neapel 1969 (Francesco Petrarca)
- Francesco Pona (1595–1655), La lucerna, Rom 1973
- La "meravigliosa" passione. Studi sul barocco tra letteratura ed arte, Rom 2001